# Колеспада (Ријети)
Колеспада је насеље у Италији у округу Ријети, региону Лацио.
Према процени из 2011. у насељу је живело 3 становника. Насеље се налази на надморској висини од 1038 м.